# Zataria
Zataria é um gênero botânico da família Lamiaceae.